# Linus Pauling Institute of Science and Medicine
Linus Pauling Institute of Science and Medicine (LPI) – instytut badawczy wchodzący w skład Oregon State University. Szczególny nacisk kładzie na utrzymanie zdrowia.
Instytut został założony w 1973 w Menlo Park w Kalifornii przez Linusa Paulinga i kilku jego kolegów pod nazwą Instytut  Medycyny Ortomolekularnej. Po śmierci Linusa Paulinga w 1996 roku Instytut został przeniesiony do Oregonu, a kilku badaczy utworzyło Instytut Badań Informacji Genetycznej w pobliżu Mountain View w Kalifornii.
Instytut mieści się w Linus Pauling Science Center, który został otwarty w październiku 2011 roku. Jest to największy budynek akademicki na kampusie Oregon State University.
Instytut ma trzy cele. Po pierwsze, ma ustalić funkcjonalne role mikroelementów i fitozwiązków we wspieraniu optymalnego poziomu zdrowia, a także leczenia lub zapobiegania chorobom u ludzi. Po drugie, bada rolę stresu oksydacyjnego w zapaleniach, jak również działanie ochronne i przeciwzapalne przeciwutleniaczy w pożywieniu. Trzecim celem jest pomoc ludziom w pełnym i produktywnym życiu, wolnym od chorób.
Istnieje kilka głównych obszarów badań prowadzonych w instytucie: nad witaminami, minerałami i innymi związkami zawartymi w diecie.
Linus Pauling Institute otrzymuje znaczną ilość funduszy na badania z National Institutes of Health (NIH). W 2003 roku NIH przez Narodowe Centrum Medycyny Komplementarnej i Alternatywnej (NCCAM) wyznaczył Linus Pauling Institute of Science and Medicine jako Centrum Doskonałości Badań nad medycyną komplementarną i alternatywną, przyznając mu dotację celową na badania starzenia się, chorób układu krążenia i chorób neurodegeneracyjnych. Dotacja finansuje również studia nad stwardnieniem zanikowym bocznym.